# NK Sloga Brezje
NK Sloga Brezje je nogometni klub iz prigradskog naselja Brezje u Gradu Svetoj Nedelji.
Trenutačno se natječe u 1. Zagrebačkoj županijskoj ligi.

## Povijest
Nogometni klub Sloga Brezje osnovan je 1973. godine.